# Реформатская церковь Христа «Маран-афа»
Реформатская церковь Христа «Маран-афа» (англ. The Maranatha Reformed Church of Christ, MRCC) — христианская реформатская деноминация.
Маран-афа — (Маран Афа, маранафа, марана та, от сир. ܡܪܢ ܐܬܐ — «господин наш пришёл», греч. μαράνἀ θά, μαρὰν ἀθά, μαραναθα, лат. Maran Atha) — фраза на сирийском диалекте арамейского языка, означающая «Ей, гряди, Господи Иисусе!» (Откр. 22:20).

## История
Церковь основана в 1923 году в Южной Африке бывшими членами Свободной церкви Шотландии из-за споров, касающихся отправления таинств.
В 1923 году община Свободной церкви Шотландии (англ. Free Church of Scotland) в Квазулу-Натале разрешила нерукоположенным миссионерам совершать таинства. Это вызвало восстание среди членов. В результате 400 человек отделились от деноминации и сформировали «Зулусскую реформатскую миссионерскую церковь», выросшую среди зулусов. Благодаря основанию церквей и присоединению других деноминация распространилась в различные части страны. Поэтому название изменилось на новое — «Реформатская церковь банту».
В 1977 году было организовано первое общее собрание деноминации, и ее название было изменено на «Реформаторская церковь в Южной Африке» (на африкаансе  африк. Хервормде Керк в Suidelike Africa). В 2006 году деноминация сменила название на нынешнее.
Будучи преимущественно черной церковью, она никогда не объединялась с другими реформатскими деноминациями, в которых преобладает белое большинство, но с момента своего основания тесно сотрудничала с Голландской реформатской церковью в Южной Африке.

## Доктрина
Церковь придерживается Гейдельбергского катехизиса и Дортских канонов как символов веры, признает Никейско-Константинопольский Символ веры, Апостольский Символ веры и Символ веры Афанасия.

## Межцерковные отношения
Церковь является членом Всемирного сообщества реформатских церквей. Она поддерживает тесные отношения с Голландской реформатской церковью в Южной Африке и Объединенной реформатской церковью в Южной Африке.